# Jalan M. H. Thamrin
Jalan M. H. Thamrin, ou plus simplement Jalan Thamrin, est une grande avenue de Jakarta, la capitale de l'Indonésie. 

## Situation et accès
Située dans le centre de Jakarta, c'est un des centres d'affaires de la ville.

## Origine du nom
Le nom de cette rue est tiré du nom d'un héros national indonésien, Mohammad Husni Thamrin (id) (1894-1941).

## Historique
C'est sur Thamrin que se trouve le grand magasin Sarinah devant lequel a eu lieu l'attentat de Jakarta du 14 janvier 2016.

## Bâtiments remarquables et lieux de mémoire
L'ambassade de France y est également située.

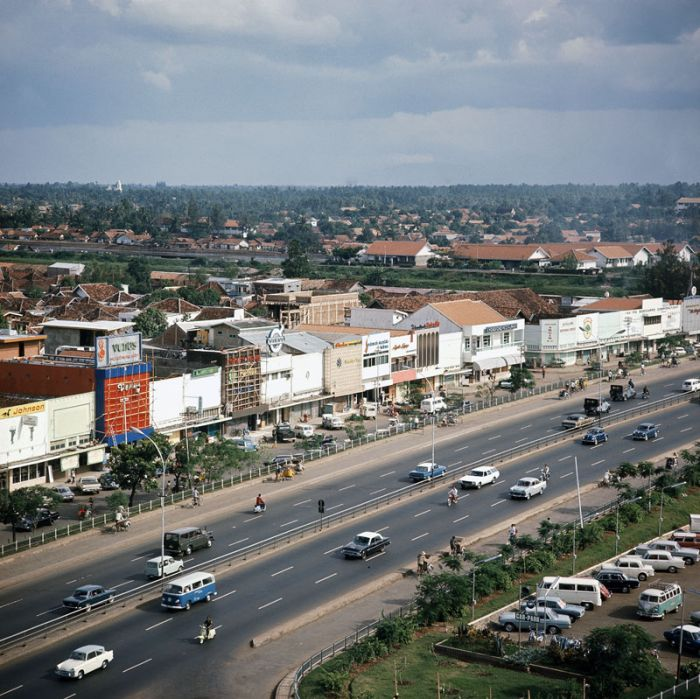
Jalan Thamrin en 1971
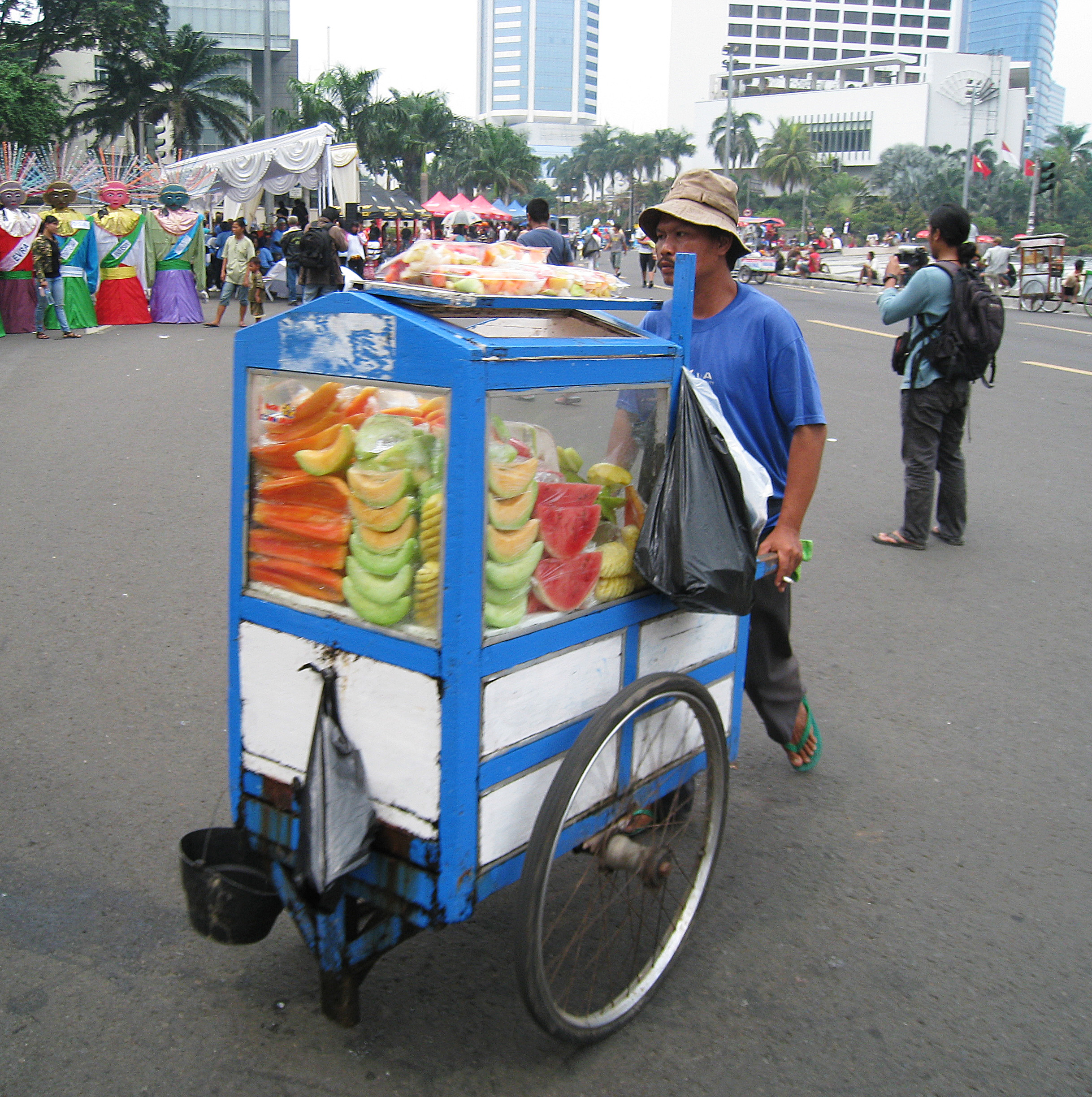
Vendeur ambulant de rujak sur Jalan Thamrin en 2009
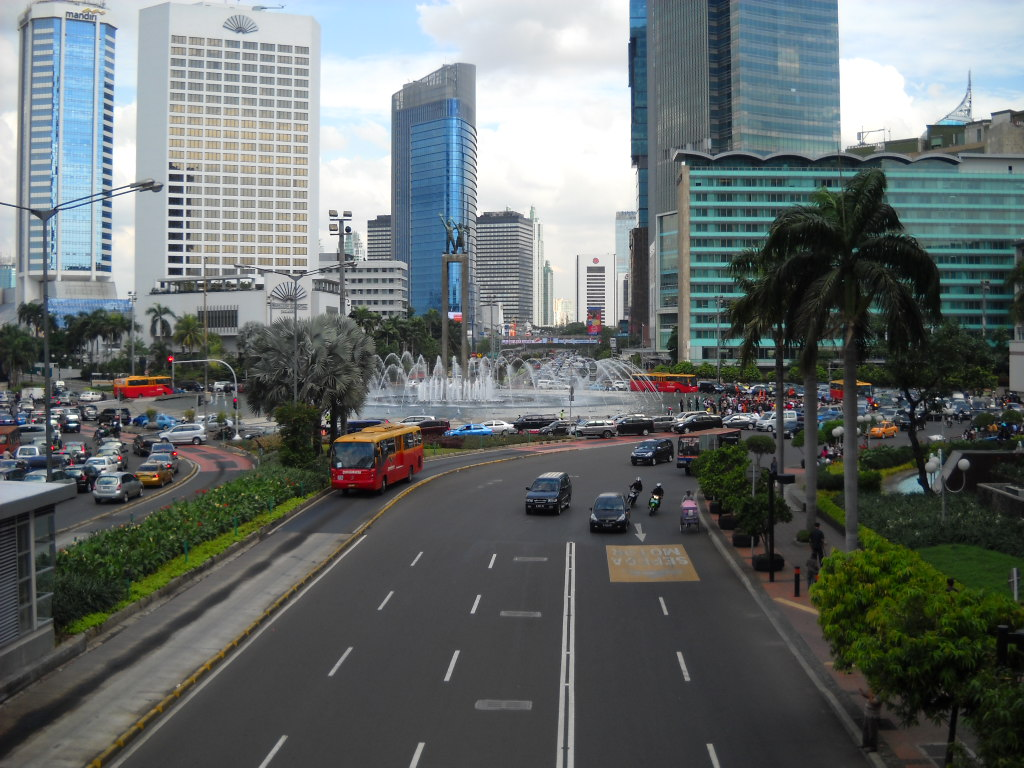
Le Bunderan HI (rond-point de l'hôtel Indonesia)
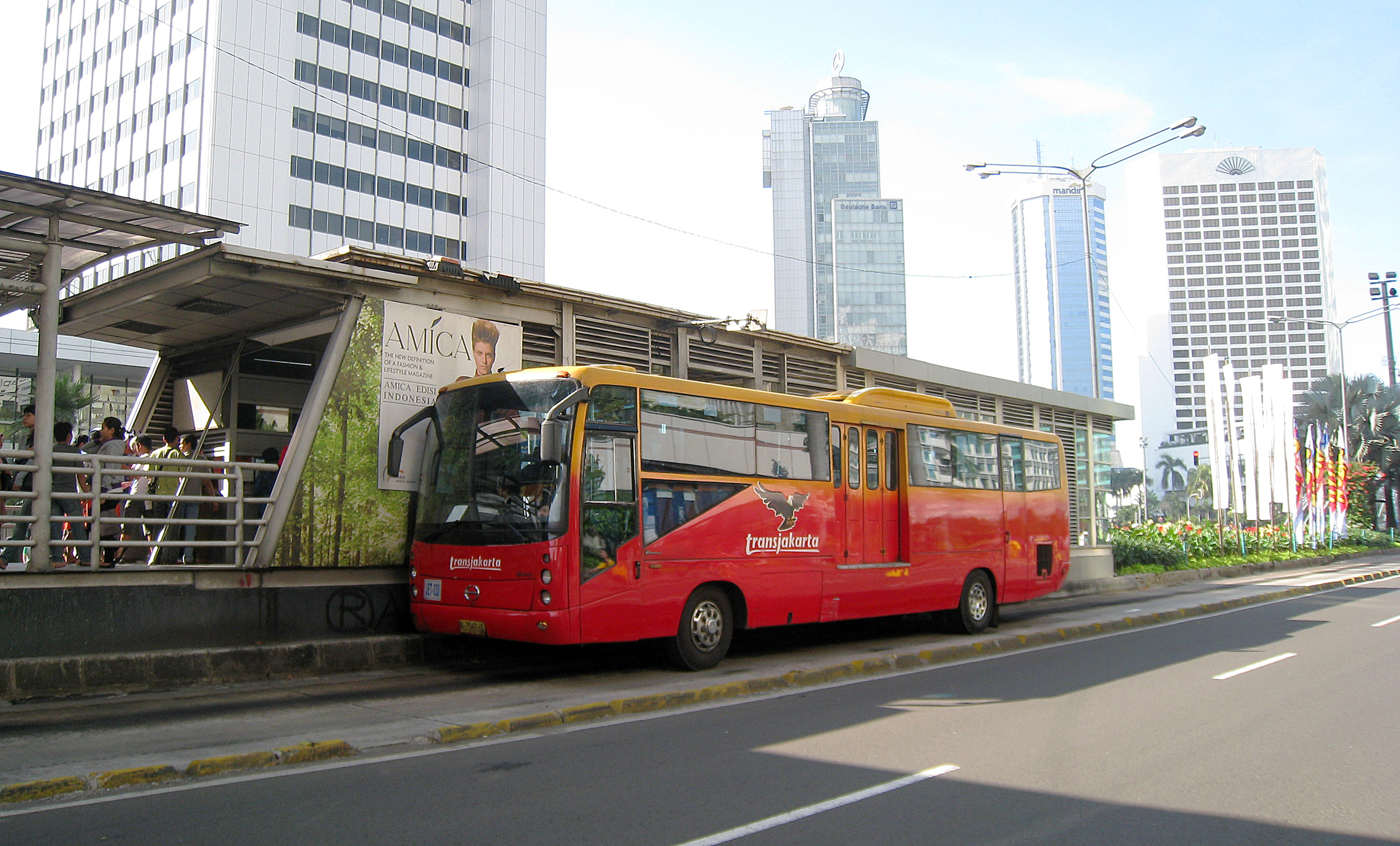
Arrêt de bus du TransJakarta sur le Bunderan HI
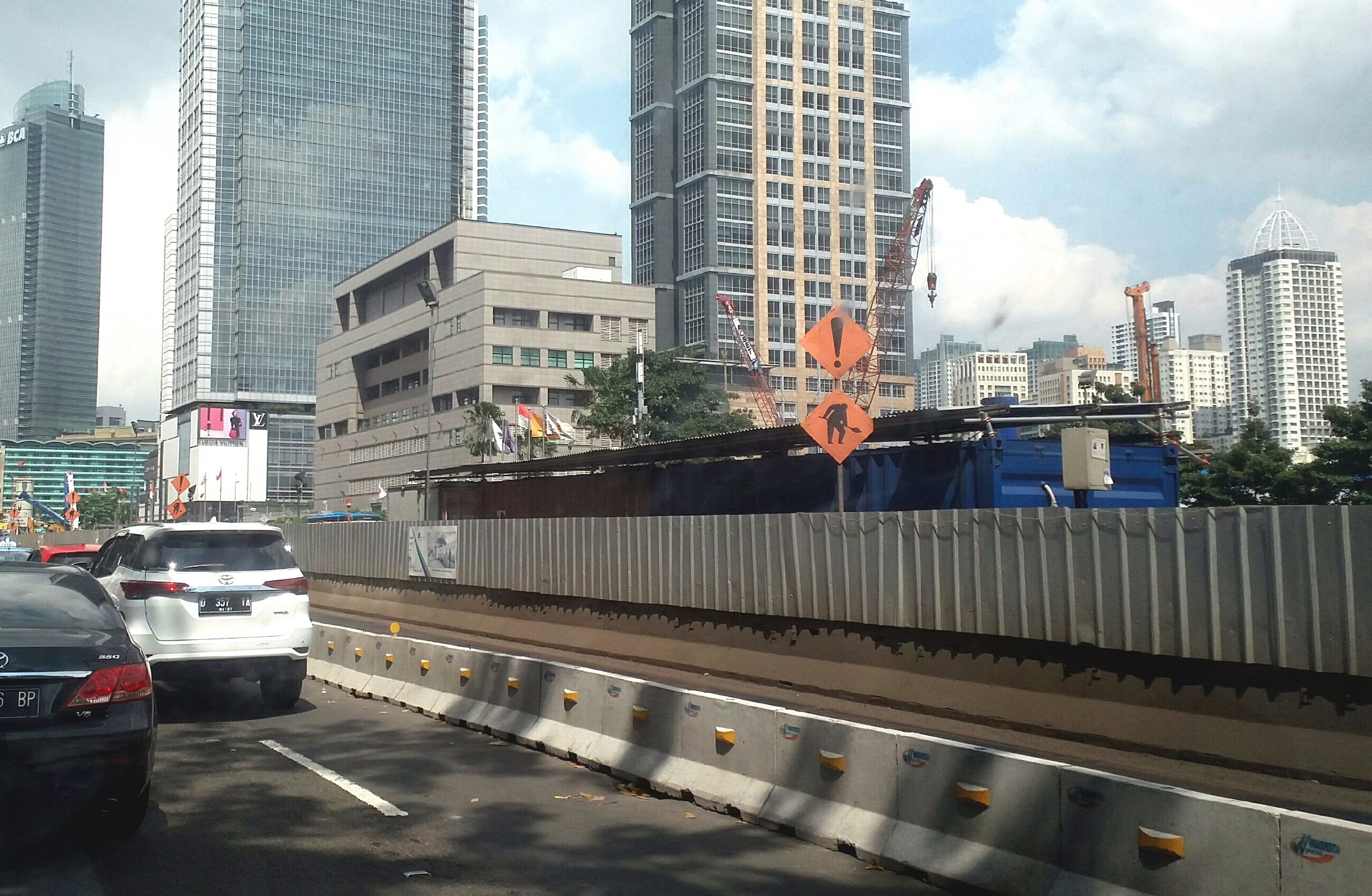
Chantier du métro de Jakarta sur la Jalan Thamrin